# Honeybeast
A Honeybeast platina- és háromszoros aranylemezes magyar akusztikus együttes, általában könnyed rock és funk-rock központosításával több stílusú zenét játszik. A jelen felállásban 2011-től működik, bár történetét – némileg eltérő formációban és néven – 2005-ig vezeti vissza. Első nagy sikereit az együttes 2010-ben érte el, majd a 2014-es Eurovíziós Dalfesztivál magyarországi válogatójának szereplőjeként szerzett országos ismertséget.

## Honey Bee-korszak
Az – akkor még – Honey Bee zenekar 2005-ben alakult Szegeden a Smarties nevű formáció utódjaként, Bencsik-Kovács Zoltán (Aquarell), Tatár Árpád (Sedative, Heaven's Drink) és Czutor Anett kiválásával. Hamarosan csatlakozott hozzájuk Kiszin Miklós basszusgitáros (Ganxsta Zolee és a Kartel, Kelemen Kabátban), Kovács Tamás dobos (Nevergreen, Dystopia) és Hodászi Klára (NOX, Zanzibar, Janicsák Veca) hegedűs-vokalista, így alakult ki az első felállás.
Az első három év tehetségkutatózással telt, a zenekar minden létező díjat megnyert. Így ismerkedtek meg Madarász Gábor gitáros-producerrel, akivel elkészítették a későbbi Parazita album három dalát, majd leszerződtek az FF Film & Musichoz. 2009-ben a zenekar Honeybeastre változtatta a nevét, Ritzel Ani (Dharma) személyében új vokalista érkezett, és megjelent a Parazita című kétnyelvű duplaalbum. A címadó dalhoz készült klipre – melynek érdekessége, hogy másfélszeres tempóban, visszafelé lett leforgatva, így a teljes zenekarnak meg kellett tanulnia a számot másfélszeres tempóban, visszafelé – felfigyelt az MTV Hungary, a dalt játszotta az MR2-Petőfi Rádió. A Weekdays című dal egy külföldi, főleg amatőr zenekarokat felsorakoztató oldalon (a tagok szavazata alapján) hónapokig vezette a slágerlistát.

## Honeybeast-korszak
2009-ben már Honeybeast néven léptek fel a Sziget Fesztiválon.
Az első igazi átütő sikert 2010-ben a Portugál című daluk hozta meg: az MR2-Petőfi Rádió Top 30-as listáján a harmadik helyig jutott, a videóklip a YouTube-on több százezres nézettséget ért el.
2011 a nagy változások időszaka, miszerint helycsere történt: Kiszin Miklós a Ganxsta Zolee és a Kartelben basszusgitározott tovább, helyére Lázár Tibor került. A zenekar egy billentyűs-vokalistával is kiegészült Kővágó Zsolt (Dreyelands, At Night I Fly) személyében, Czutor Anett kiválása után pedig a rendkívül sokoldalú, korábban death metal frontember és a Balkán Fanatikban rappelő, majd a Kőbányai Zenei Stúdió növendékeként profi jazzénekesnővé avanzsáló Tarján Zsófia csatlakozott a csapathoz, itt, a Póka Egon vezette intézményben ismerkedtek meg Kővágó Zsolttal, így került Zsófi a Honeybeast élére. 2012-ben Hegyi Olivér kézzel rajzolt animációs klipet készített az Isten álma című dalra, melyet nagy sikerrel játszott az MTV, a számot az MR2-Petőfi Rádió. A 2013-ban megjelenő legújabb daluk a Portugál folytatásának is tekinthető, erősen közéleti témájú Maradok, mely azonnal nagy sikert aratott a rajongók körében, és jelölték a 2014-es Fonogram díjra "az év hazai alternatív vagy indie-rock albuma vagy hangfelvétele" kategóriában.
A zenekar "A legnagyobb hős" című dala a 2014-es Eurovíziós Dalfesztivál magyar selejtezőjén a 435 pályázó közül a legjobb 30-ba, ezáltal A Dal c. műsorba került, és három adáson át közönségszavazással a döntőig, a legjobb 8-ig jutott, ahol azonban a zsűri már nem adott lehetőséget a legjobb 4-be, és ezáltal az Eurovíziós Dalversenybe kerülésre. Ettől függetlenül az év egyik legnagyobb slágerévé vált: a MAHASZ 2014-es eladási toplistáján az első helyig jutott, YouTube-on több milliós nézettséget ért el, és rotációba került a Class FM-en és a legtöbb magyar zenei rádióadón.
2014 őszén jelent meg a zenekar második nagylemeze A legnagyobb hős címmel a Gold Record gondozásában, rajta 12 dallal, köztük az Egyedüllel, melyet az X-Faktor extra produkciójaként mutattak be, és amely a zenekar második legnépszerűbb és legismertebb dalává vált. A Maradok című Fonogram-jelölt szerzeményt is ekkor fedezte csak fel a magyar rádiók többsége, A legnagyobb hőssel és az Egyedüllel együtt így három daluk futott párhuzamosan kiemelt rotációban a kereskedelmi rádiókban. A Honeybeast turnéra indult, több mint száz koncertet adtak 2014–15-ös időszakban.
2015-ben jelölték újabb Fonogram díjra az év dala kategóriában A legnagyobb hőssel. Ugyanebben az évben Bencsik Kovács Zoltánt Artisjus-dijban részesítik.
Harmadik nagylemezük Bódottá címen jelent meg, melynek albumbemutató koncertjén a zenekar megkapta A legnagyobb hősért járó Aranylemezt. A lemez Hetes című dala a Petőfi rádió 29. helyén nyitott, és eljutott a 2. helyig.

## Diszkográfia

### Nagylemezek
| Év   | Cím                 | Kiadó           |
| ---- | ------------------- | --------------- |
| 2008 | Parazita / Parasite | FF Film & Music |
| 2014 | A legnagyobb hős    | Gold Record     |
| 2015 | Bódottá             | Gold Record     |
| 2017 | Súlytalan           | Gold Record     |
| 2018 | Élet a Marson       | Gold Record     |
| 2020 | Ego                 | Gold Record     |
| 2024 | Páratlan            | Gold Record     |

### EP
| Év   | Cím     | Kiadó       |
| ---- | ------- | ----------- |
| 2014 | Maradok | Gold Record |

### Kislemezek
| Év   | Cím               | Kiadó       |
| ---- | ----------------- | ----------- |
| 2015 | Hazai pálya       | Gold Record |
| 2019 | Nyakamon az ünnep | Gold Record |
| 2020 | Reggeli napfény   | Gold Record |
| 2020 | Túlélő            | Gold Record |

### Videóklipek
- 2008 – Parazita / Parasite
- 2010 – Hétköznapok
- 2010 – Portugál
- 2012 – Isten álma
- 2014 – A legnagyobb hős
- 2014 – Egyedül
- 2016 – Bódottá
- 2016 – Ül
- 2017 – Így játszom
- 2017 – Védtelen
- 2018 – Utazó
- 2018 – Idevaló
- 2019 – Nyakamon az ünnep
- 2020 – Reggeli napfény
- 2020 – Ego
- 2021 – Éjfél után
- 2021 – Cirkusz
- 2022 – Tele a szívem (Honeybeast X Paulina dal)
- 2022 - Nem hagylak egyedül (Honeybeast X New Level Empire dal)
- 2023 - Csupaszív
- 2023 - Póker
- 2024 - Másnap
- 2024 - Pillangók
- 2024 - Kavarog
- 2024 - Bukta
- 2025 - Eladó